# Lipbach (Bodensee)
Der Lipbach ist ein rund 7¼ km, zusammen mit seinem bedeutenderen rechten Oberlauf Eschenbach 11¾ km langer Bach, der bei Immenstaad im Bodenseekreis in Baden-Württemberg von Norden in den Bodensee mündet.

## Name
Der Ort Lipbach wird erstmals 1262 in einer Urkunde als Littebach erwähnt und der Bach selbst im Jahr 1427 (in den Lippach). Das Bestimmungswort Lite bedeutet „Bergabhang“, könnte jedoch auch von einem Personennamen *Lito, einer Kurzform von Liutfrid, abgeleitet sein.

## Geographie

### Verlauf
Der Lipbach entsteht 1½ Kilometer südsüdwestlich der Markdorfer Stadtmitte am Stüblehof durch den Zusammenfluss des 4,5 km langen rechten Espengrabens und des nur 0,7 km langen linken Ochsenbachs. Schon nach einem guten Kilometer Ostlauf fließt er recht beständig in südlicher Richtung dem Bodensee zu. Er zieht dabei zunächst östlich am Friedrichshafener Ortsteil Lipbach vorbei, quert zwischen Höge und Ziegelei die L 207, zwischen dem Friedrichshafener Stadtteil Fischbach und Immenstaad am Bodensee – hier war er ehedem Grenze zwischen Württemberg und Baden – und dann die B 31 und mündet zwischen einer Gewerbezone von Immenstaad im Westen und dem zur Stadt Friedrichshafen gehörenden Grenzhof im Osten in den Bodensee.

### Einzugsgebiet
Der Lipbach entwässert 21⅓ km² südlich zum Bodensee. Sein Einzugsgebiet erstreckt sich vom Gehrenberg im Norden, wo der höchste Punkt an der Wasserscheide rund 705 m ü. NN erreicht, als ungefähres, etwa 8 km langes und im Bereich der Quellflüsse im Norden nicht ganz 3½ km breites Rechteck nach Süden bis zur Mündung am See.
Im Südwesten läuft jenseits der kaum merklichen Wasserscheide der kleinere Kniebach in dieselbe Richtung. Von Nordwesten über Norden bis Nordwesten liegt Einzugsgebiet der bedeutend größeren Linzer Aach an, auf einem kurzen Teilstück dieses Abschnitts jenseits des Gehrenbergs, an dem die Wasserscheide stark ausgeprägt ist, spezieller das der dieser zufließenden Deggenhauser Aach. An dieser Erhebung entsteht auch die Brunnisach, etwa so lange wie der Lipbach mit seinem größeren Oberlauf zusammen, die dann im Osten von hier bis zum See im Süden ungefähr parallel konkurriert, meist jenseits einer kaum merklichen Wasserscheide. Sie verläuft zwischen einem halben und zwei Kilometern vom Lipbach-Laufs entfernt, weswegen der Lipbach von dieser Seite kaum Zufluss erfährt und sein Einzugsgebiet ab dem Flussursprung stark rechtslastig ist.

### Zuflüsse
Wo nichts anderes vermerkt, Gewässerlängen nach Datensatzeinträgen auf der LUBW-FG10 (Längen- und Stationierungsfelder), Einzugsgebiete nach LUBW-GEZG, Seeflächen nach LUBW-SG10, Höhen geschätzt nach dem Höhenlinienbild der Hintergrundkarte des Geodatenviewers.
- Rechter Quellbach Espengraben, 4,497 km.
- Linker Quellbach Ochsenbach, 0,736 km.

Zusammenfluss zum Lipbach am Markdorfer Stüblehof auf etwa 422 m ü. NN
- Quellgraben, von links an der Südkehre des Bachs südsüdwestlich vom Markdorf auf 421,1 m ü. NN[8], 1,171 km.
- Zollbach, von rechts zwischen Lipbach und Kluftern auf unter 420 m ü. NN, 3,699 km und 4,023 km².
- Zulauf aus dem Baindter, von rechts nahe einer Ziegelei bei der Lipbachsenke auf unter 400 m ü. NN, 2,007 km. Im Mündungskeil viele ehemalige Lehmgruben im Naturschutzgebiet, die heute Seen sind und zusammen eine Fläche von über 4 ha bedecken.
- Zulauf vom südlichen Klötzenen, von rechts einen halben Kilometer nördlich der Kläranlage an der B 31 auf unter 398 m ü. NN, 1,356 km.

Die Mündung des Lipbachs liegt zwischen einer Gewerbezone von Immenstaad im Westen und dem noch zur Stadt Friedrichshafen gehörenden Grenzhof im Osten auf etwa 395 m ü. NN in den Bodensee, 7,201 km und 21,308 km².

### Orte am Lauf
nur Siedlungen jeweils tiefster Einrückung liegen am Gewässer
- Gemeinde Markdorf
  - Ortsteil Markdorf
    - Stüblehof (Hof, rechts)
- Stadt Friedrichshafen
  - Stadtteil Kluftern
    - Lipbach (Weiler, überwiegend rechts)
    - Kreuzäcker (Siedlung, rechts)
    - Kluftern (Dorf, links)
    - Ziegelacker (Hof, in Abstand links)
- Gemeinde Immenstaad am Bodensee (ab hier rechter Anrainer)
  - Kernort Immenstaad
    - Gewerbezone an der Ziegelei (mit Abstand rechts)
    - Gewerbezone an der Kläranlage (rechts)
- Stadt Friedrichshafen (hier linker Anrainer)
  - Gemarkung Friedrichshafen
    - Grenzhof (Weiler, links)

## Geologie
Den größten Teil des Einzugsgebiets bedeckt quartäres Würm-Moränensediment. Im Norden am Gehrenberg liegt Obere Süßwassermolasse aus dem Tertiär. Der Lipbach durchläuft in dieser eiszeitlich geformten Landschaft das kleine Urstromtal der Fischbacher Senke. In den Tongruben der ehemaligen Ziegelei an der Lipbachsenke wurden würmeiszeitliche Bändertone abgebaut.

## Schutzgebiete
Auf seinem Lauf durchquert der Lipbach vor dem Zulauf des Zollbachs das 40,7 ha große Naturschutzgebiet „Lipbachsenke“, in dem die erwähnten Lehmgrubenseen liegen, dem sich westlich und östlich das gleichnamige, weitere 43,8 ha große Landschaftsschutzgebiet anschließt. Es ist eine Landschaft aus Ufer- und auenwaldartigen Gehölzen, durchbrochen von extensiv genutzten Wiesen und mit Nutzwaldanteilen.
An der Bachmündung in den Bodensee wurde 1982 das Naturschutzgebiet „Lipbachmündung“ ausgewiesen.